# 佐賀県立唐津工業高等学校
佐賀県立唐津工業高等学校（さがけんりつ からつこうぎょうこうとうがっこう, Saga Prefectural Karatsu Technical High School）は、佐賀県唐津市石志（いしし）字中ノ尾に所在する県立工業高等学校。「唐工」（からこう）や「工業」の通称で呼ばれている。

## 設置学科
- 機械科
- 電気科
- 土木科
- 建築科

## 概要
歴史
1944年（昭和19年）に開校した 「佐賀県立唐津工業学校」を前身とする。数回の移管・改称を経て、1962年（昭和37年）に現校名となった。2009年（平成21年）に創立65周年を迎えた。
校区
専門教育を行う高等学校なので、学区は佐賀県全域となる。
校訓
- 「起て」（たて）- 目的・目標をもち、自ら学ぶ意欲と豊かな自立心を育成。
- 「察よ」（みよ）- 感性を磨き、広い視野に立った観察力と的確な判断力の伸長を図る。
- 「邁け」（ゆけ）- 実践・実行の中から共に学ぶ人間愛に満ちた人格の形成を目指す。

校章
唐津の「虹の松原」の松傘と玄界灘の荒波を図案化したものを背景にして、中央に「工高」の文字（縦書き）を置いている。
校歌
作詞は中原勇夫、作曲は富永定による。歌詞は3番まである。1番に「起て」、2番に「察よ」、3番に「邁け」と校訓が入っている。各番とも「工業高校 唐津」で終わる
同窓会
校章にちなみ「松涛会」と称している。東京、中京、関西、福岡、佐賀に支部を置く。
通学
徒歩、電車、バス。遠隔から来る生徒には、特別な許可を得ることで原付での通学が可能。

## 沿革
- 1944年（昭和19年）4月1日 - 「佐賀県立唐津工業学校[2]」が開校。機械科と土木科を設置[3]。
- 1948年（昭和23年）4月1日 - 学制改革に伴い、「佐賀県立唐津実業高等学校」（新制高等学校）が開校。
  - 商業課程・工業課程・商業課程を設置。
- 1962年（昭和37年）4月1日 - 工業科が分離し、「佐賀県立唐津工業高等学校」（現校名）として独立。
  - 商業科は佐賀県立唐津商業高等学校、農業科は佐賀県立唐津農業高等学校となる。
- 1997年（平成9年）4月1日 - 建築科を新設。

## 部活動
運動部
- 陸上部
- 駅伝部
- 柔道部
- 剣道部
- 野球部 - 全国高等学校野球選手権大会（夏の甲子園）に出場経験がある。1996年（第78回、初出場）
- 卓球部
- バレーボール部
- ソフトテニス部
- バスケットボール部
- サッカー部
- 弓道部
- バドミントン部
- ヨット部

文化部
- 吹奏楽部
- 建築研究部
- 機械研究部
- 電気研究部
- 土木研究部
- 調理研究部
- 新聞部
- 図書部

## 著名な出身者
- 上野真之介（競艇選手）
- 本多哲郎（唄人羽）
- 幸栄（ローカルタレント）
- 岩部彰(ミサイルマン)(お笑い芸人)

## 交通アクセス
最寄駅
- JR九州唐津線・筑肥線「山本駅」

## 周辺
- 唐津市立鬼塚中学校
- 佐賀県立唐津特別支援学校
- 唐津自動車学校
- 佐賀国道事務所唐津維持出張所
- 山本郵便局
- 宝祥院